# Daewoo Motor

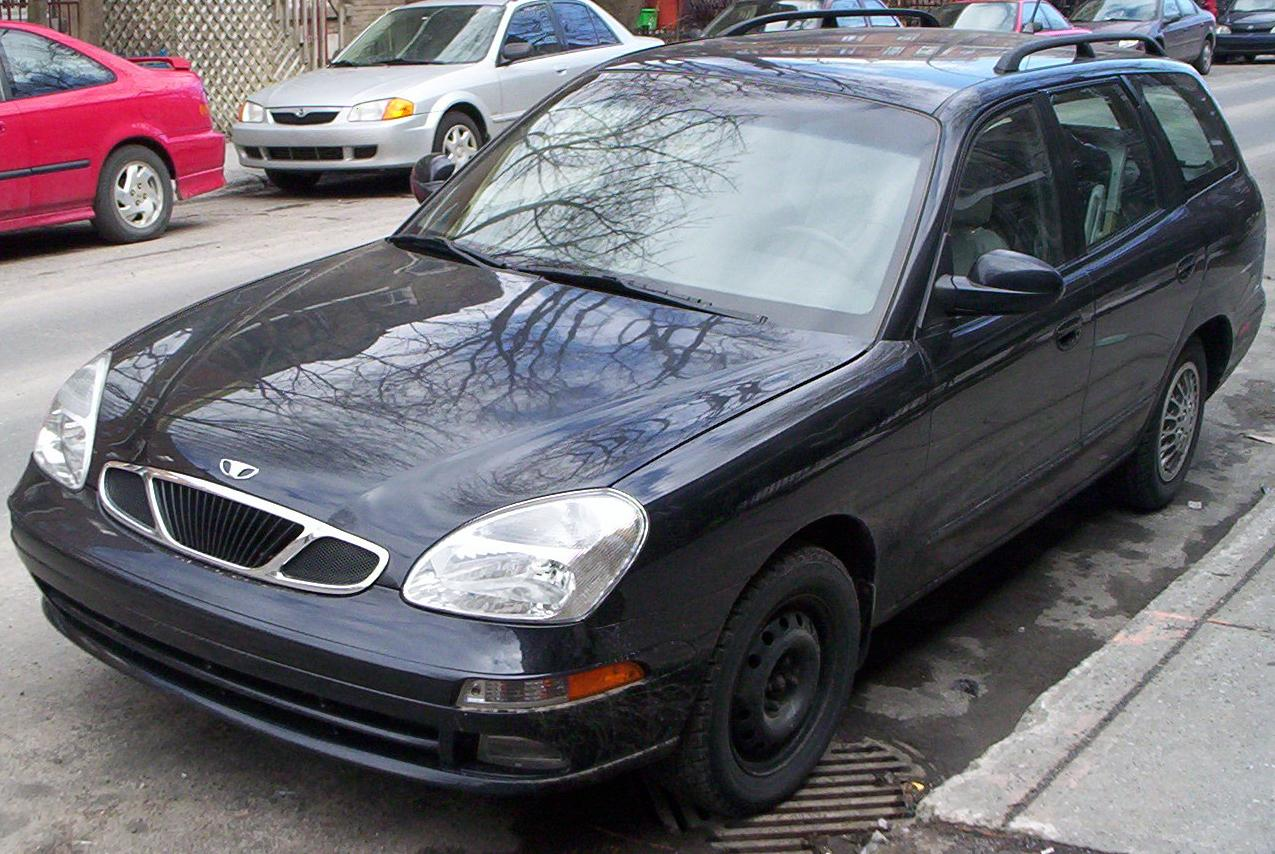
Daewoo Nubira

Daewoo is een van oorsprong Zuid-Koreaans automerk. Het bedrijf heet sinds 2011 GM Korea en alle voertuigen worden verkocht onder de merknaam Chevrolet.

## Geschiedenis
Daewoo komt voort uit National Motors, dat in 1937 opgericht werd in Bupyeong-gu, Incheon. In 1962 veranderde National Motors in Saenara Motor. In 1965 werd Saenara Motor door Shinjin Industrial gekocht en de naam werd nogmaals gewijzigd, ditmaal in Shinjin Motor. Men ging een samenwerking aan met Toyota.
In 1972 stopte de samenwerking met Toyota en ging Shinjin een joint venture aan met General Motors, als General Motors Korea, in 1976 gewijzigd in Saehan Motor. De Daewoo groep nam de controle over in 1982 en de naam werd nogmaals gewijzigd, dit keer in Daewoo Motor. Men startte de export naar de Europese markt in de zomer van 1995, ook naar Nederland, voornamelijk met op General Motors gebaseerde modellen, zoals de Daewoo Nexia, die op de Opel Kadett E. gebaseerd was. Ook verkreeg Daewoo in Nederland een grotere naamsbekendheid door de shirtsponsoring van Roda JC Kerkrade vanaf seizoen 1994-1995 t/m seizoen 1997-1998.
Daewoo nam in 1998 nog Ssang Yong over, maar kwam in financiële problemen in 1999.
In 2002 kocht General Motors het grootste deel van Daewoo Motors op om daarmee GM Daewoo te vormen. GM had, samen met haar partners Suzuki en SAIC, 66,7% van de aandelen, de rest was in bezit van de Korea Development Bank (KDB) en andere Koreaanse crediteuren. Buiten de deal bleven 15 fabrieken, waaronder de oudste Daewoo fabriek in Incheon, die nu een onderdelenleverancier is voor GM. De vrachtwagenafdeling werd door Tata Motors gekocht in 2004. GM verhoogde zijn aandeel in Daewoo tot 50,9%.
Per 31 maart 2011 veranderde de naam van GM Daewoo Auto & Technology in GM Korea. De voertuigen worden verkocht onder de merknaam Chevrolet. In 2010 was GM Daewoo na Hyundai Motor en Kia Motors de grootste autofabrikant van het land. Het verkocht in dat jaar in totaal 751.453 voertuigen waarvan 83% buiten Zuid-Korea.
Voor de Europese markt werd in 2002 besloten de auto's als Chevrolet te verkopen. In 2014 staakte GM de verkoop van Chevrolet in Europa, dit betekende ook het einde voor de importeurs en dealers. De personenauto levering en verkoop ging volledig over naar Opel en Vauxhall. In Vietnam wordt de merknaam Daewoo nog gebruikt, in Zuid-Korea gebruikt men GM Daewoo. Daewoo leverde ook onderdelen voor de LDV Maxus-bestelbussen.
In 2017 verkocht GM Korea 132.377 voertuigen in Zuid-Korea en exporteerde 392.170 voertuigen.
GM Korea heeft in de jaren 2015 tot en met 2017 in totaal bijna US$ 2 miljard verlies geleden. De autoverkopen staan onder druk, mede na het besluit om geen Chevrolet auto’s meer te verkopen in Europa. Om weer winst te maken wil GM Korea een van de vier fabrieken sluiten, 2600 medewerkers laten afvloeien, lagere lonen voor de overgebleven werknemers en geld van de overheid. Om een besluit te forceren heeft GM Korea gedreigd met een faillissementsaanvraag. Bij het bedrijf werken nu nog 16.000 mensen en zo’n 150.000 bij de toeleveranciers.
Op 25 april 2018 werd een overeenstemming bereikt. De vakbonden hebben ingestemd met lagere lonen en KDB heeft US$ 750 miljoen toegezegd. GM stopt US$ 3,6 miljard in GM Korea, voornamelijk door een lening van US$ 2,8 miljard om te zetten in eigen vermogen. Door al deze maatregelen nemen de kosten per jaar met zo’n US$ 400-500 miljoen af en GM Korea verwacht in 2019 weer winst te maken.

## Belangen in Oost-Europa

### Oekraïne
Tussen 1998 en 2003 had Daewoo een aandeel in ZAZ, een autofabrikant uit Oekraïne. Men startte de fabricage van de Daewoo Lanos in CKD-vorm in 2002 en werd verkocht als ZAZ Lanos. De Chevrolet Aveo, een door Daewoo ontwikkelde auto, wordt ook in Oekraïne geassembleerd.

### Oezbekistan
In 1992 werd met de regering van Oezbekistan een joint venture aangegaan als UzDaewooAuto, o.a. gedreven door een grote lokale Koreaanse minderheid in het land. Men assembleert de Matiz en Nexia voor zowel export als de lokale markt en de Lacetti, enkel voor de lokale markt. De merknaam die gebruikt wordt is UZ-Daewoo.

### Polen
Daewoo nam in maart 1996 een aandeel in de Poolse ondernemingen Fabryka Samochodów Osobowych (FSO) uit Warschau en Fabryka Samochodów Ciężarowych (FSC) uit Lublin. Doel van Daewoo Motor Polska was de productie van Daewoo-modellen voor de Europese markt. In 2004 eindigde de productie.

### Roemenië
In 1995 kocht Daewoo de vroegere Oltcit-fabriek in Craiova, die op dat moment de Oltena bouwde. De auto kreeg een facelift, de naam werd in Rodae Oltena gewijzigd en ook het logo werd gewijzigd. Daewoo bouwde een nieuwe fabriek om de Cielo en Tico te produceren, later kwamen daar de Matiz en de Nubira bij. Deze auto's werden alleen in Roemenië verkocht onder de merknaam Daewoo. Vanwege het faillissement van Daewoo werd de fabriek in Craiova, die uiteindelijk alleen nog actief was in de onderdelenproductie, in 2006 overgenomen door de Roemeense staat. Die slaagde er in 2007 in om, na afschrijving van de schulden, het meerderheidsbelang aan Ford te verkopen. In september 2009 werd de autoproductie opnieuw gestart, vanaf dat moment lopen er Ford-modellen van de band.

### Rusland
In Taganrog werd in 1998 de assemblage van de Lanos, Nubira en Leganza gestart in de TagAZ-fabriek. Men verkocht deze auto's lokaal als Doninvest en de modellen werden respectievelijk Assol, Orion en Kondor genoemd. Kennelijk had het project niet zo'n succes, tegenwoordig produceert men voor Hyundai de Hyundai Accent en Kia Rio.

### Tsjechië

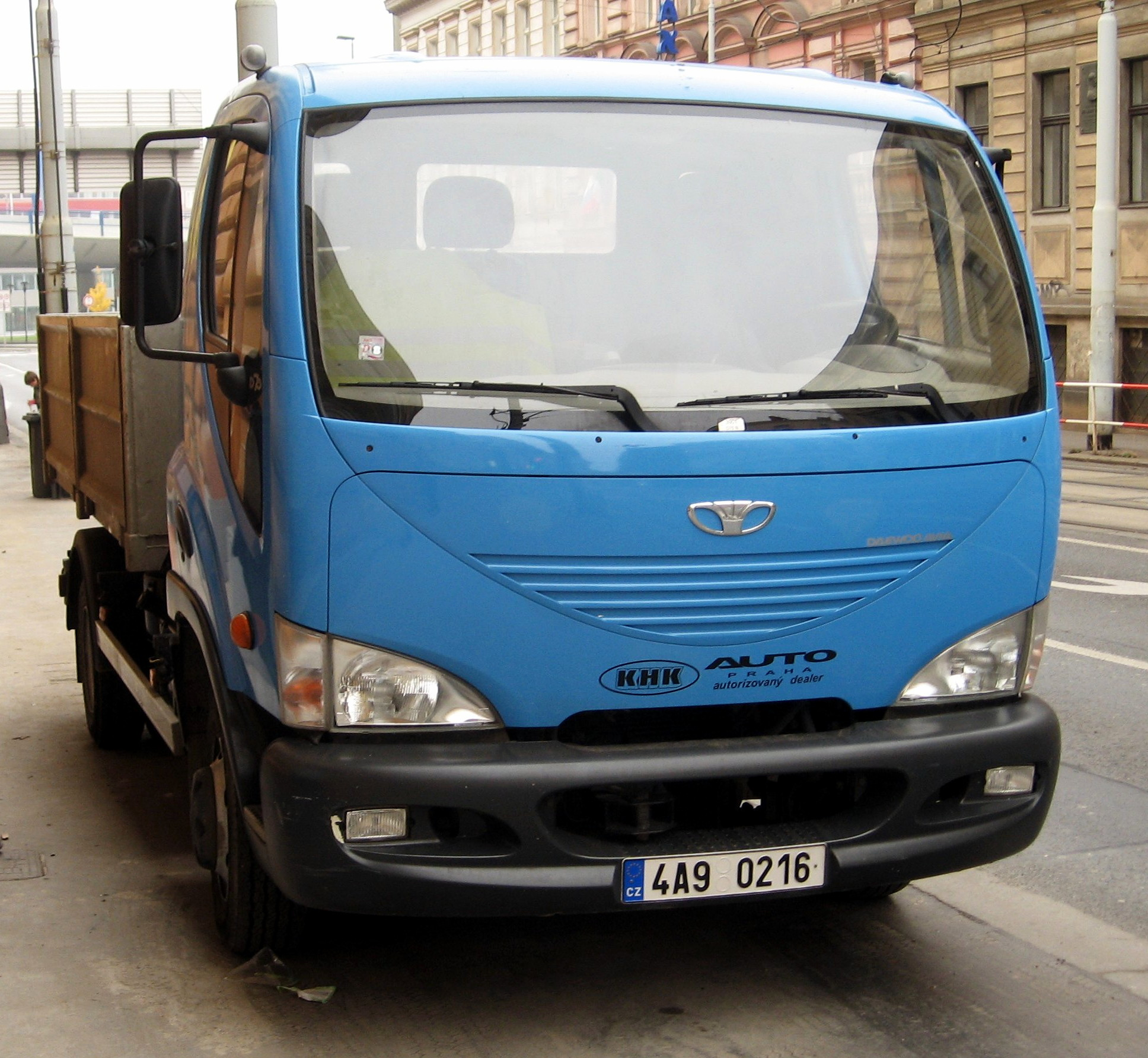
Daewoo truck, gebouwd door Avia

De Tsjechische vrachtwagenfabrikant Avia werd in 1995 door Daewoo opgekocht. Vanaf 1996 werden de Avia's als Daewoo-Avia verkocht. In 1997 stelde men een compleet nieuwe serie bestel- en lichte vrachtwagens voor, de A60/A75/A80, en in 2000 volgde de compleet nieuw ontwikkelde serie D-Line. Van 1997 tot 1999 werd bij Avia ook de Daewoo Lublin II geassembleerd, een model van Daewoo Motor Polska. Vanwege financiële moeilijkheden deed Daewoo in 2005 afstand van Avia en ging de vrachtwagendivisie weer zelfstandig verder onder de naam Avia a.s.

## Merken
Door Daewoo ontwikkelde personen- en vrachtwagens worden of werden als Asüna, Avia, Buick, Chevrolet, Doninvest, FSO, Holden, Opel, Passport, Pontiac, Tata, Suzuki, UZ-Daewoo, ZAZ en GM Daewoo verkocht. Andersom werden modellen van Avia, Honda, Honker, SsangYong en Suzuki als Daewoo verkocht.
Na het faillissement werd Daewoo opgesplitst in GM Daewoo en Daewoo Bus. In 2004 nam Tata Motors de vrachtwagenafdeling over en produceert sindsdien onder de naam Tata Daewoo Commercial Vehicle auto's met de merknaam Tata.

## Assortiment GM Daewoo
Personenauto's die GM Daewoo op dit moment maakt:
| Automerken en types van GM Daewoo     | Automerken en types van GM Daewoo | Automerken en types van GM Daewoo | Automerken en types van GM Daewoo                                          |
| Oorspronkelijke typeaanduiding Daewoo | Typeaanduidingen General Motors   | Typeaanduidingen General Motors   | Typeaanduidingen General Motors                                            |
| Oorspronkelijke typeaanduiding Daewoo | GM Daewoo                         | Chevrolet                         | Andere¹                                                                    |
| ------------------------------------- | --------------------------------- | --------------------------------- | -------------------------------------------------------------------------- |
| Winstorm                              | GM Daewoo Winstorm                | Chevrolet Captiva                 | Holden Captiva, Holden Captiva Maxx, Opel Antara, Saturn VUE               |
| Winstorm                              | GM Daewoo Winstorm                | Chevrolet Captiva Sport           | Holden Captiva, Holden Captiva Maxx, Opel Antara, Saturn VUE               |
| Kalos                                 | GM Daewoo Kalos                   | Chevrolet Kalos²                  | Pontiac Wave, Suzuki Swift+, Holden Barina                                 |
| Gentra                                | GM Daewoo Gentra                  | Chevrolet Aveo                    | Pontiac G3                                                                 |
| Tosca                                 | GM Daewoo Tosca                   | Chevrolet Epica                   | Holden Epica                                                               |
| Tosca                                 | GM Daewoo Tosca                   | Chevrolet Evanda                  | Holden Epica                                                               |
| Tosca                                 | GM Daewoo Tosca                   | Chevrolet Tosca                   | Holden Epica                                                               |
| Matiz                                 | GM Daewoo Matiz                   | Chevrolet Matiz                   | FSO Matiz, Pontiac Matiz G2                                                |
| Matiz                                 | GM Daewoo Matiz                   | Chevrolet Joy                     | FSO Matiz, Pontiac Matiz G2                                                |
| Matiz                                 | GM Daewoo Matiz                   | Chevrolet Exclusive               | FSO Matiz, Pontiac Matiz G2                                                |
| Matiz                                 | GM Daewoo Matiz                   | Chevrolet Spark                   | FSO Matiz, Pontiac Matiz G2                                                |
| Lacetti                               | GM Daewoo Lacetti                 | Chevrolet Lacetti                 | Suzuki Forenza, Suzuki Reno, Buick Excelle, Buick Excelle HRV, Holden Viva |
| Lacetti                               | GM Daewoo Lacetti                 | Chevrolet Nubira                  | Suzuki Forenza, Suzuki Reno, Buick Excelle, Buick Excelle HRV, Holden Viva |
| Lacetti                               | GM Daewoo Lacetti                 | Chevrolet Optra                   | Suzuki Forenza, Suzuki Reno, Buick Excelle, Buick Excelle HRV, Holden Viva |
| Lacetti                               | GM Daewoo Lacetti                 | Chevrolet Optra5                  | Suzuki Forenza, Suzuki Reno, Buick Excelle, Buick Excelle HRV, Holden Viva |
| Lacetti                               | GM Daewoo Lacetti                 | Chevrolet SRV                     | Suzuki Forenza, Suzuki Reno, Buick Excelle, Buick Excelle HRV, Holden Viva |
| Lacetti Wagon                         | GM Daewoo Lacetti Wagon           | Chevrolet Nubira Wagon            |                                                                            |
| Lacetti Wagon                         | GM Daewoo Lacetti Wagon           | Chevrolet Optra Wagon             |                                                                            |
| Tacuma                                | GM Daewoo Rezzo                   | Chevrolet Tacuma                  |                                                                            |
| Tacuma                                | GM Daewoo Rezzo                   | Chevrolet Rezzo                   |                                                                            |
| Tacuma                                | GM Daewoo Rezzo                   | Chevrolet Vivant                  |                                                                            |
| Damas                                 | GM Daewoo Damas                   | Chevrolet Damas³                  |                                                                            |
| Labo                                  | GM Daewoo Labo                    | Chevrolet Labo³                   |                                                                            |
| Statesman                             | GM Daewoo Statesman               |                                   | Holden Statesman                                                           |

¹ Suzuki en FSO zijn geen merken van General Motors. General Motors en Suzuki hebben sinds 1998 wel een samenwerkingsverband.
² De Kalos wordt in de Verenigde Staten Aveo genoemd maar ook als Pontiac Wave en Suzuki Swift+ verkocht. In Australië wordt deze auto verkocht als Holden Barina.
³ Van de Damas en de Labo wordt het Chevroletmodel alleen verkocht in de Verenigde Staten.
- Nationale Bibliotheek van Tsjechië: ph281365

Buick · Cadillac · Chevrolet · Corvette · GMC ·
Holden

Voormalige merken:
Acadian (1962–1971) · Asüna (1992–1995) · Beaumont (1966–1969) · Bedford Vehicles (1930–1986) · Daewoo (1999–2011) · Elmore (1893–1912) · Geo (1989–1997) · Hummer (1992–2010) · LaSalle (1927–1940) · Marquette (1929–1930) · McLaughlin automobile (1918–1942) · Oakland (1907–1931) · Oldsmobile (1897–2004) · Opel (1929-2017) · Passport (1988–1991) · Pontiac (1926-2010) · Ranger (1968–1976) · Saab (1989-2010) · Saturn (1985–2010) · Scripps-Booth (1913–1923) · Statesman (1971–1984) · Vauxhall (1925-2017) ·  Viking (1929–1931) · Yellow Coach (1925–1943)
Daewoo · Hyundai · Kia · Proto · Renault Korea Motors · KG Mobility